# Puchar Świata w biegach narciarskich 2011/2012
Sezon 2011/2012 Pucharu Świata w biegach narciarskich miał się rozpocząć 19 listopada 2011 w norweskim Beitostølen, jednak z powodu braku śniegu zawody przeniesiono do Sjusjøen. Zakończenie sezonu zaplanowano na 18 marca 2012 podczas Finału PŚ szwedzkim Falun. Ostateczny kalendarz zawodów został zatwierdzony w czerwcu 2011 roku. Pierwszy raz w historii w kalendarzu Pucharu Świata, znalazły się zawody organizowane w Polsce. 17 i 18 lutego 2012 najlepsi biegacze narciarscy gościli w Szklarskiej Porębie.
Obrończynią Pucharu Świata wśród kobiet była Justyna Kowalczyk, a wśród mężczyzn Dario Cologna ze Szwajcarii. Szwajcar zdołał obronić tytuł, wyprzedzając o 750 punktów sensację sezonu, kanadyjskiego specjalistę sprintu Devona Kershawa. Trzecie miejsce ze stratą 1017 punktów do zwycięzcy zajął norweski biegacz Petter Northug, pomimo wycofania się z uczestnictwa w zawodach pucharu świata wskutek gwałtownej utraty formy po męczącym cyklu Tour de Ski.
W klasyfikacji kobiet Justyna Kowalczyk po raz pierwszy od sezonu 2007/2008 nie zdołała triumfować w żadnej klasyfikacji Pucharu Świata. Kryształową Kulę zdobyła Norweżka Marit Bjørgen uzyskując 200 punktów przewagi nad Polką. 3. miejsce zdobyła rodaczka Bjørgen, specjalistka biegów dystansowych Therese Johaug.

## Zwycięzcy

### Kobiety

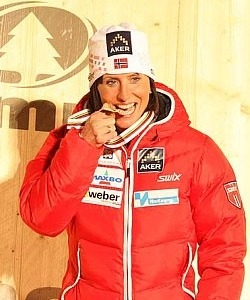
Marit Bjørgen – zwyciężczyni klasyfikacji generalnej Pucharu Świata, zwyciężczyni klasyfikacji biegów dystansowych
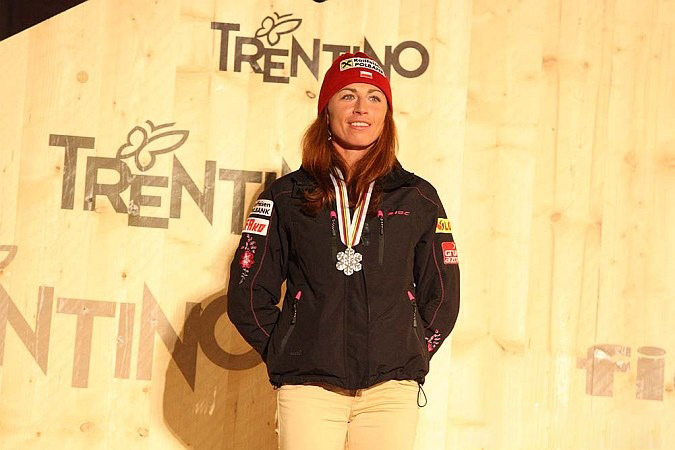
Justyna Kowalczyk – zwyciężczyni Tour de Ski
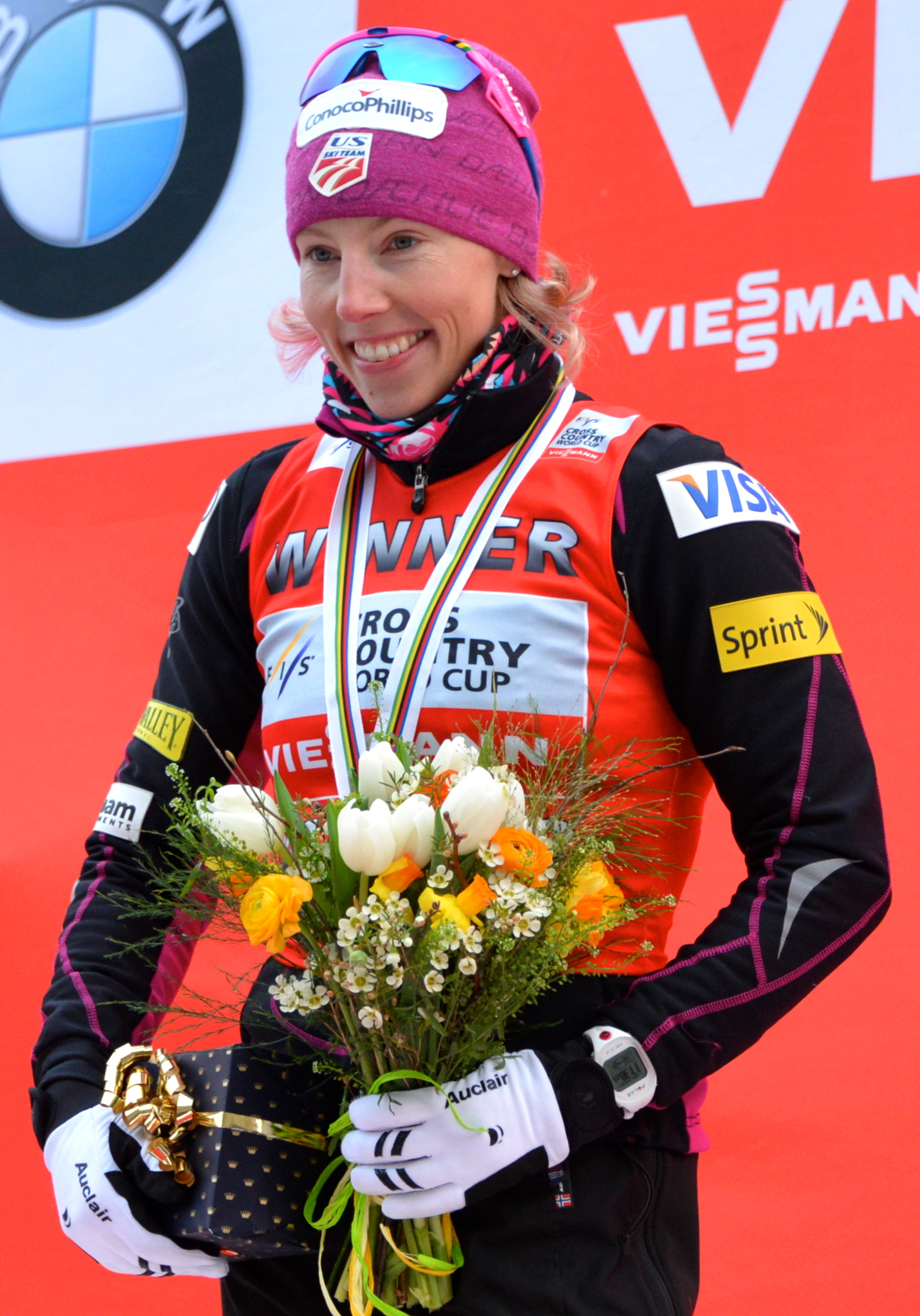
Kikkan Randall – zwyciężczyni klasyfikacji sprintów
Reprezentacja Norwegii – zwycięzca klasyfikacji Pucharu Narodów

### Mężczyźni

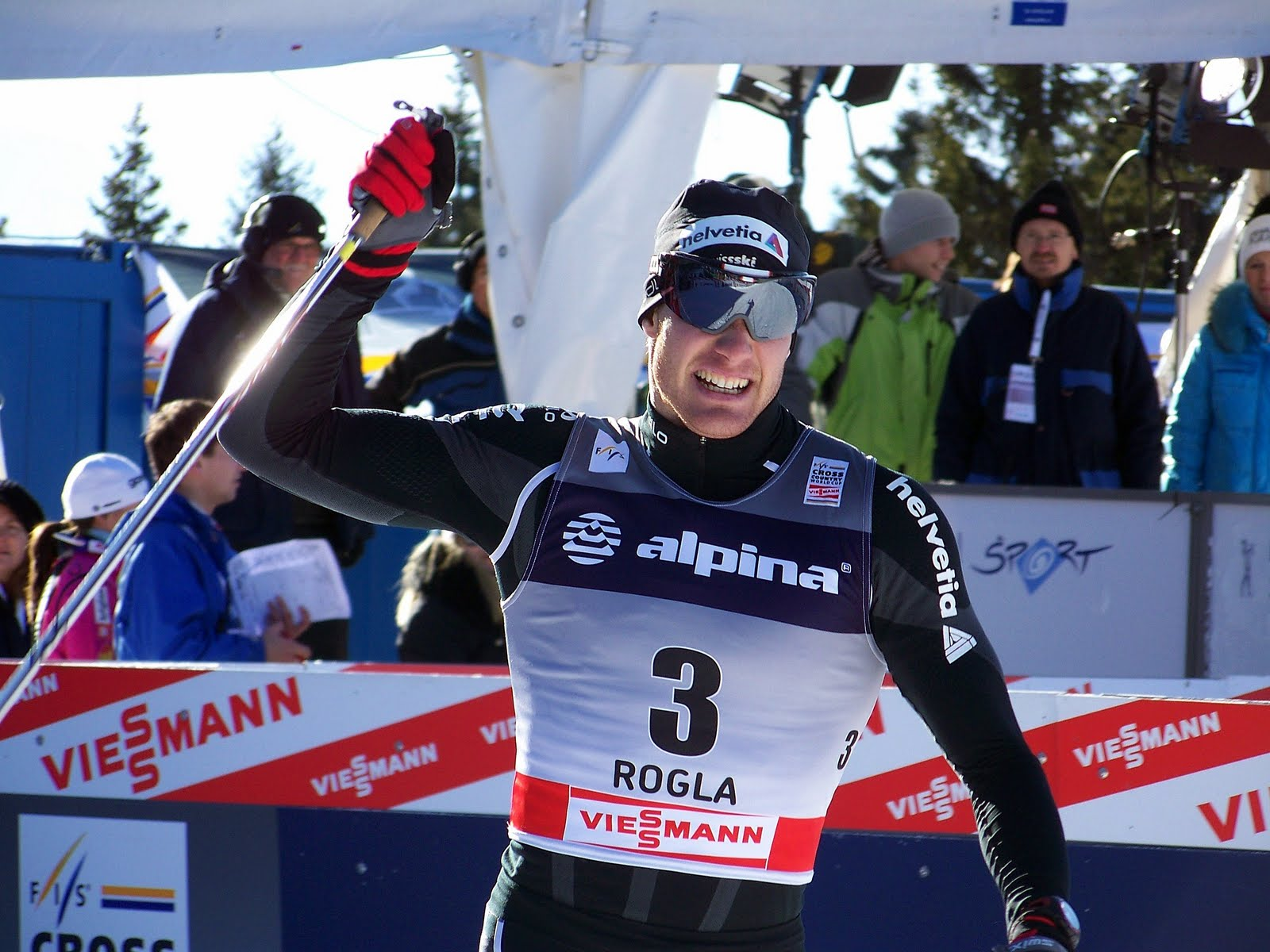
Dario Cologna – zwycięzca klasyfikacji generalnej Pucharu Świata, zwycięzca Tour de Ski, zwycięzca klasyfikacji biegów dystansowych
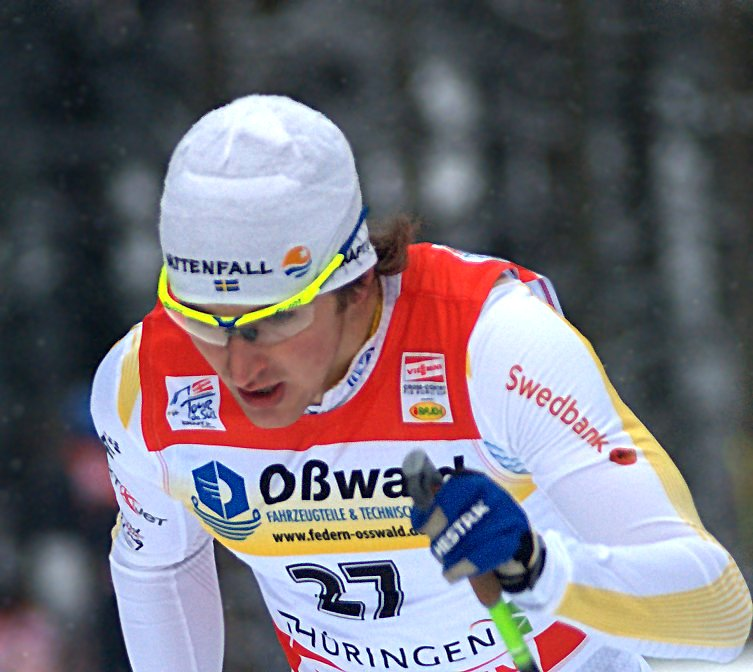
Teodor Peterson – zwycięzca klasyfikacji sprintu
Reprezentacja Rosji – zwycięzca klasyfikacji Pucharu Narodów

## Kalendarz i wyniki

### Kobiety
| Lp.                                             | Miejscowość                                 | Dystans                                     | Data                                        | Szczegóły | 1. miejsce                                                                            | 2. miejsce                                                                                        | 3. miejsce                                                                                        |
| ----------------------------------------------- | ------------------------------------------- | ------------------------------------------- | ------------------------------------------- | --------- | ------------------------------------------------------------------------------------- | ------------------------------------------------------------------------------------------------- | ------------------------------------------------------------------------------------------------- |
| 1.                                              | Sjusjøen                                    | 10 km s. dowolnym                           | 19 listopada 2011                           | szczegóły | Marit Bjørgen                                                                         | Charlotte Kalla                                                                                   | Vibeke Skofterud                                                                                  |
| 2.                                              | Sjusjøen                                    | Sztafeta 4×5 km                             | 20 listopada 2011                           | szczegóły | Norwegia I Vibeke Skofterud · Therese Johaug · Kristin Størmer Steira · Marit Bjørgen | Norwegia II Astrid Jacobsen · Ingvild Flugstad Østberg · Tora Berger · Marthe Kristoffersen       | Finlandia Krista Lähteenmäki · Aino-Kaisa Saarinen · Riitta-Liisa Roponen · Riikka Sarasoja-Lilja |
| Ruka Triple 25–27 listopada 2011                |                                             |                                             |                                             |           |                                                                                       |                                                                                                   |                                                                                                   |
|                                                 | Ruka                                        | Sprint s. klasycznym                        | 25 listopada 2011                           | szczegóły | Marit Bjørgen                                                                         | Charlotte Kalla                                                                                   | Vibeke Skofterud                                                                                  |
|                                                 | Ruka                                        | 5 km s. dowolnym                            | 26 listopada 2011                           | szczegóły | Marit Bjørgen                                                                         | Charlotte Kalla                                                                                   | Vibeke Skofterud                                                                                  |
|                                                 | Ruka                                        | 10 km s. klasycznym (bieg pościgowy)        | 27 listopada 2011                           | szczegóły | Therese Johaug                                                                        | Marit Bjørgen                                                                                     | Vibeke Skofterud                                                                                  |
| 3.                                              | Ruka Triple – klasyfikacja końcowa          | Ruka Triple – klasyfikacja końcowa          | Ruka Triple – klasyfikacja końcowa          | szczegóły | Marit Bjørgen                                                                         | Therese Johaug                                                                                    | Vibeke Skofterud                                                                                  |
| Zakończenie Ruka Triple                         |                                             |                                             |                                             |           |                                                                                       |                                                                                                   |                                                                                                   |
| 4.                                              | Düsseldorf                                  | Sprint s. dowolnym                          | 3 grudnia 2011                              | –         | Kikkan Randall                                                                        | Natalja Matwiejewa                                                                                | Laurien van der Graaff                                                                            |
| 5.                                              | Düsseldorf                                  | Sprint drużynowy s. dowolnym                | 4 grudnia 2011                              | –         | Norwegia I Mari Eide · Maiken Caspersen Falla                                         | Stany Zjednoczone I Sadie Maubet Bjornsen · Kikkan Randall                                        | Rosja I Natalja Korostielowa · Natalja Matwiejewa                                                 |
| 6.                                              | Davos                                       | 15 km s. dowolnym                           | 10 grudnia 2011                             | –         | Marit Bjørgen                                                                         | Vibeke Skofterud                                                                                  | Therese Johaug                                                                                    |
| 7.                                              | Davos                                       | Sprint s. dowolnym                          | 11 grudnia 2011                             | –         | Kikkan Randall                                                                        | Natalja Matwiejewa                                                                                | Maiken Caspersen Falla                                                                            |
| 8.                                              | Rogla                                       | 10 km s. klasycznym (start masowy)          | 17 grudnia 2011                             | –         | Justyna Kowalczyk                                                                     | Therese Johaug                                                                                    | Vibeke Skofterud                                                                                  |
| 9.                                              | Rogla                                       | Sprint s. dowolnym                          | 18 grudnia 2011                             | –         | Maiken Caspersen Falla                                                                | Chandra Crawford                                                                                  | Ida Ingemarsdotter                                                                                |
| Tour de Ski (29 grudnia 2011 – 8 stycznia 2012) |                                             |                                             |                                             |           |                                                                                       |                                                                                                   |                                                                                                   |
|                                                 | Oberhof                                     | 3,1 km s. dowolnym (prolog)                 | 29 grudnia 2011                             | szczegóły | Justyna Kowalczyk                                                                     | Marit Bjørgen                                                                                     | Hanna Brodin                                                                                      |
|                                                 | Oberhof                                     | 10 km s. klasycznym (bieg pościgowy)        | 30 grudnia 2011                             | szczegóły | Justyna Kowalczyk                                                                     | Therese Johaug                                                                                    | Marit Bjørgen                                                                                     |
|                                                 | Oberstdorf                                  | Sprint s. klasycznym                        | 31 grudnia 2011                             | szczegóły | Justyna Kowalczyk                                                                     | Marit Bjørgen                                                                                     | Astrid Jacobsen                                                                                   |
|                                                 | Oberstdorf                                  | 10 km bieg łączony                          | 1 stycznia 2012                             | szczegóły | Marit Bjørgen                                                                         | Justyna Kowalczyk                                                                                 | Therese Johaug                                                                                    |
|                                                 | Toblach                                     | 3,3 km s. klasycznym                        | 3 stycznia 2012                             | szczegóły | Marit Bjørgen                                                                         | Justyna Kowalczyk                                                                                 | Astrid Jacobsen                                                                                   |
|                                                 | Toblach                                     | Sprint s. dowolnym                          | 4 stycznia 2012                             | szczegóły | Marit Bjørgen                                                                         | Kikkan Randall                                                                                    | Justyna Kowalczyk                                                                                 |
|                                                 | Toblach                                     | 15 km s. dowolnym (bieg pościgowy)          | 5 stycznia 2012                             | szczegóły | Marit Bjørgen                                                                         | Justyna Kowalczyk                                                                                 | Therese Johaug                                                                                    |
|                                                 | Val di Fiemme                               | 10 km s. klasycznym (start masowy)          | 7 stycznia 2012                             | szczegóły | Justyna Kowalczyk                                                                     | Marit Bjørgen                                                                                     | Charlotte Kalla                                                                                   |
|                                                 | Val di Fiemme                               | 9 km s. dowolnym (bieg pościgowy)           | 8 stycznia 2012                             | szczegóły | Therese Johaug                                                                        | Justyna Kowalczyk                                                                                 | Marit Bjørgen                                                                                     |
| 10.                                             | Tour de Ski – klasyfikacja końcowa          | Tour de Ski – klasyfikacja końcowa          | Tour de Ski – klasyfikacja końcowa          | szczegóły | Justyna Kowalczyk                                                                     | Marit Bjørgen                                                                                     | Therese Johaug                                                                                    |
| Zakończenie Tour de Ski                         |                                             |                                             |                                             |           |                                                                                       |                                                                                                   |                                                                                                   |
| 11.                                             | Mediolan                                    | Sprint s. dowolnym                          | 14 stycznia 2012                            | –         | Ida Ingemarsdotter                                                                    | Kikkan Randall                                                                                    | Maiken Caspersen Falla                                                                            |
| 12.                                             | Mediolan                                    | Sprint drużynowy s. dowolnym                | 15 stycznia 2012                            | –         | Szwecja I Hanna Brodin · Ida Ingemarsdotter                                           | Stany Zjednoczone I Jessica Diggins · Kikkan Randall                                              | Kanada Perianne Jones · Chandra Crawford                                                          |
| 13.                                             | Otepää                                      | Sprint s. klasycznym                        | 21 stycznia 2012                            | –         | Justyna Kowalczyk                                                                     | Marit Bjørgen                                                                                     | Natalja Matwiejewa                                                                                |
| 14.                                             | Otepää                                      | 10 km s. klasycznym                         | 22 stycznia 2012                            | –         | Justyna Kowalczyk                                                                     | Marit Bjørgen                                                                                     | Therese Johaug                                                                                    |
| 15.                                             | Moskwa                                      | Sprint s. dowolnym                          | 2 lutego 2012                               | –         | Justyna Kowalczyk                                                                     | Natalja Korostielowa                                                                              | Anastasija Docenko                                                                                |
| 16.                                             | Rybińsk                                     | 10 km s. dowolnym (start masowy)            | 4 lutego 2012                               | –         | Marit Bjørgen                                                                         | Charlotte Kalla                                                                                   | Marthe Kristoffersen                                                                              |
| 17.                                             | Rybińsk                                     | 15 km bieg łączony                          | 5 lutego 2012                               | –         | Therese Johaug                                                                        | Justyna Kowalczyk                                                                                 | Marit Bjørgen                                                                                     |
| 18.                                             | Nové Město na Moravě                        | 15 km s. klasycznym (start masowy)          | 11 lutego 2012                              | –         | Marit Bjørgen                                                                         | Justyna Kowalczyk                                                                                 | Therese Johaug                                                                                    |
| 19.                                             | Nové Město na Moravě                        | Sztafeta 4×5 km                             | 12 lutego 2012                              | –         | Norwegia I Vibeke Skofterud · Therese Johaug · Astrid Jacobsen · Marit Bjørgen        | Finlandia Riikka Sarasoja-Lilja · Aino-Kaisa Saarinen · Riitta-Liisa Roponen · Krista Lähteenmäki | Norwegia II Heidi Weng · Ragnhild Haga · Marthe Kristoffersen · Ingvild Flugstad Østberg          |
| 20.                                             | Szklarska Poręba                            | Sprint s. dowolnym                          | 17 lutego 2012                              | szczegóły | Ida Ingemarsdotter                                                                    | Maiken Caspersen Falla                                                                            | Kikkan Randall                                                                                    |
| 21.                                             | Szklarska Poręba                            | 10 km s. klasycznym                         | 18 lutego 2012                              | szczegóły | Justyna Kowalczyk                                                                     | Marit Bjørgen                                                                                     | Therese Johaug                                                                                    |
| 22.                                             | Lahti                                       | 15 km bieg łączony                          | 3 marca 2012                                | –         | Therese Johaug                                                                        | Marit Bjørgen                                                                                     | Heidi Weng                                                                                        |
| 23.                                             | Lahti                                       | Sprint s. klasycznym                        | 4 marca 2012                                | –         | Marit Bjørgen                                                                         | Julija Iwanowa                                                                                    | Justyna Kowalczyk                                                                                 |
| 24.                                             | Drammen                                     | Sprint s. klasycznym                        | 7 marca 2012                                | –         | Marit Bjørgen                                                                         | Astrid Jacobsen                                                                                   | Justyna Kowalczyk                                                                                 |
| 25.                                             | Oslo                                        | 30 km s. klasycznym (start masowy)          | 11 marca 2012                               | –         | Marit Bjørgen                                                                         | Justyna Kowalczyk                                                                                 | Therese Johaug                                                                                    |
| Finał Pucharu Świata (14–18 marca 2012)         |                                             |                                             |                                             |           |                                                                                       |                                                                                                   |                                                                                                   |
|                                                 | Sztokholm                                   | Sprint s. klasycznym                        | 14 marca 2012                               | szczegóły | Marit Bjørgen                                                                         | Julija Iwanowa                                                                                    | Maiken Caspersen Falla                                                                            |
|                                                 | Falun                                       | 2,5 km s. dowolnym (prolog)                 | 16 marca 2012                               | szczegóły | Marit Bjørgen                                                                         | Charlotte Kalla                                                                                   | Marthe Kristoffersen                                                                              |
|                                                 | Falun                                       | 10 km s. klasycznym (start masowy)          | 17 marca 2012                               | szczegóły | Justyna Kowalczyk                                                                     | Heidi Weng                                                                                        | Therese Johaug                                                                                    |
|                                                 | Falun                                       | 10 km s. dowolnym (bieg pościgowy)          | 18 marca 2012                               | szczegóły | Therese Johaug                                                                        | Charlotte Kalla                                                                                   | Heidi Weng                                                                                        |
| 26.                                             | Finał Pucharu Świata – klasyfikacja końcowa | Finał Pucharu Świata – klasyfikacja końcowa | Finał Pucharu Świata – klasyfikacja końcowa | szczegóły | Marit Bjørgen                                                                         | Heidi Weng                                                                                        | Charlotte Kalla                                                                                   |
| Zakończenie Finału Pucharu Świata               |                                             |                                             |                                             |           |                                                                                       |                                                                                                   |                                                                                                   |
| Zakończenie Sezonu 2011/2012                    |                                             |                                             |                                             |           |                                                                                       |                                                                                                   |                                                                                                   |

### Mężczyźni
| Lp.                                             | Miejscowość                                 | Dystans                                     | Data                                        | Szczegóły | 1. miejsce                                                                          | 2. miejsce                                                                                 | 3. miejsce                                                                     |
| ----------------------------------------------- | ------------------------------------------- | ------------------------------------------- | ------------------------------------------- | --------- | ----------------------------------------------------------------------------------- | ------------------------------------------------------------------------------------------ | ------------------------------------------------------------------------------ |
| 1.                                              | Sjusjøen                                    | 15 km s. dowolnym                           | 19 listopada 2011                           | szczegóły | Johan Olsson                                                                        | Petter Northug                                                                             | Roland Clara                                                                   |
| 2.                                              | Sjusjøen                                    | Sztafeta 4×10 km                            | 20 listopada 2011                           | szczegóły | Norwegia I Eldar Rønning · Finn Hågen Krogh · Lars Berger · Petter Northug          | Norwegia III John Kristian Dahl · Ronny Fredrik Ansnes · Morten Eilifsen · Sjur Røthe      | Szwecja Marcus Hellner · Daniel Richardsson · Johan Olsson · Calle Halfvarsson |
| Ruka Triple 25–27 listopada 2011                |                                             |                                             |                                             |           |                                                                                     |                                                                                            |                                                                                |
|                                                 | Ruka                                        | Sprint s. klasycznym                        | 25 listopada 2011                           | szczegóły | Teodor Peterson                                                                     | Nikita Kriukow                                                                             | Øystein Pettersen                                                              |
|                                                 | Ruka                                        | 10 km s. dowolnym                           | 26 listopada 2011                           | szczegóły | Petter Northug                                                                      | Roland Clara                                                                               | Maurice Manificat                                                              |
|                                                 | Ruka                                        | 15 km s. klasycznym (bieg pościgowy)        | 27 listopada 2011                           | szczegóły | Aleksiej Połtoranin                                                                 | Eldar Rønning                                                                              | Daniel Richardsson                                                             |
| 3.                                              | Ruka Triple – klasyfikacja końcowa          | Ruka Triple – klasyfikacja końcowa          | Ruka Triple – klasyfikacja końcowa          | szczegóły | Petter Northug                                                                      | Dario Cologna                                                                              | Eldar Rønning                                                                  |
| Zakończenie Ruka Triple                         |                                             |                                             |                                             |           |                                                                                     |                                                                                            |                                                                                |
| 4.                                              | Düsseldorf                                  | Sprint s. dowolnym                          | 3 grudnia 2011                              | –         | Ola Vigen Hattestad                                                                 | Aleksiej Pietuchow                                                                         | Pål Golberg                                                                    |
| 5.                                              | Düsseldorf                                  | Sprint drużynowy s. dowolnym                | 4 grudnia 2011                              | –         | Szwecja I Jesper Modin · Teodor Peterson                                            | Rosja I Nikita Kriukow · Aleksiej Pietuchow                                                | Norwegia I Pål Golberg · Ola Vigen Hattestad                                   |
| 6.                                              | Davos                                       | 30 km s. dowolnym                           | 10 grudnia 2011                             | –         | Petter Northug                                                                      | Maurice Manificat                                                                          | Lukáš Bauer                                                                    |
| 7.                                              | Davos                                       | Sprint s. dowolnym                          | 11 grudnia 2011                             | –         | Aleksiej Pietuchow                                                                  | Teodor Peterson                                                                            | Emil Jönsson                                                                   |
| 8.                                              | Rogla                                       | 15 km s. klasycznym (start masowy)          | 17 grudnia 2011                             | –         | Petter Northug                                                                      | Dario Cologna                                                                              | Aleksiej Połtoranin                                                            |
| 9.                                              | Rogla                                       | Sprint s. dowolnym                          | 18 grudnia 2011                             | –         | Dario Cologna                                                                       | Nikołaj Moriłow                                                                            | Anders Gløersen                                                                |
| Tour de Ski (29 grudnia 2011 – 8 stycznia 2012) |                                             |                                             |                                             |           |                                                                                     |                                                                                            |                                                                                |
|                                                 | Oberhof                                     | 4 km s. dowolnym (prolog)                   | 29 grudnia 2011                             | szczegóły | Petter Northug                                                                      | Dario Cologna                                                                              | Maurice Manificat                                                              |
|                                                 | Oberhof                                     | 15 km s. klasycznym (bieg pościgowy)        | 30 grudnia 2011                             | szczegóły | Axel Teichmann                                                                      | Petter Northug                                                                             | Dario Cologna                                                                  |
|                                                 | Oberstdorf                                  | Sprint s. klasycznym                        | 31 grudnia 2011                             | szczegóły | Nikita Kriukow                                                                      | Aleksiej Pietuchow                                                                         | Nikołaj Moriłow                                                                |
|                                                 | Oberstdorf                                  | 20 km bieg łączony                          | 1 stycznia 2012                             | szczegóły | Petter Northug                                                                      | Dario Cologna                                                                              | Maksim Wylegżanin                                                              |
|                                                 | Toblach                                     | 5 km s. klasycznym                          | 3 stycznia 2012                             | szczegóły | Aleksandr Legkow                                                                    | Eldar Rønning                                                                              | Dario Cologna                                                                  |
|                                                 | Toblach                                     | Sprint s. dowolnym                          | 4 stycznia 2012                             | szczegóły | Nikołaj Moriłow                                                                     | Petter Northug                                                                             | Dario Cologna                                                                  |
|                                                 | Cortina d’Ampezzo – Toblach                 | 32 km s. dowolnym (bieg pościgowy)          | 5 stycznia 2012                             | szczegóły | Dario Cologna                                                                       | Petter Northug                                                                             | Aleksandr Legkow                                                               |
|                                                 | Val di Fiemme                               | 20 km s. klasycznym (start masowy)          | 7 stycznia 2012                             | szczegóły | Eldar Rønning                                                                       | Alex Harvey                                                                                | Dario Cologna                                                                  |
|                                                 | Val di Fiemme                               | 9 km s. dowolnym (bieg pościgowy)           | 8 stycznia 2012                             | szczegóły | Aleksandr Legkow                                                                    | Maurice Manificat                                                                          | Marcus Hellner                                                                 |
| 10.                                             | Tour de Ski – klasyfikacja końcowa          | Tour de Ski – klasyfikacja końcowa          | Tour de Ski – klasyfikacja końcowa          | szczegóły | Dario Cologna                                                                       | Marcus Hellner                                                                             | Petter Northug                                                                 |
| Zakończenie Tour de Ski                         |                                             |                                             |                                             |           |                                                                                     |                                                                                            |                                                                                |
| 11.                                             | Mediolan                                    | Sprint s. dowolnym                          | 14 stycznia 2012                            | –         | Eirik Brandsdal                                                                     | Josef Wenzl                                                                                | Teodor Peterson                                                                |
| 12.                                             | Mediolan                                    | Sprint drużynowy s. dowolnym                | 15 stycznia 2012                            | –         | Rosja I Aleksiej Pietuchow · Nikołaj Moriłow                                        | Szwecja I Calle Halfvarsson · Teodor Peterson                                              | Włochy I David Hofer · Fulvio Scola                                            |
| 13.                                             | Otepää                                      | Sprint s. klasycznym                        | 21 stycznia 2012                            | –         | Dario Cologna                                                                       | Ola Vigen Hattestad                                                                        | Eirik Brandsdal                                                                |
| 14.                                             | Otepää                                      | 15 km s. klasycznym                         | 22 stycznia 2012                            | –         | Dario Cologna                                                                       | Lukáš Bauer                                                                                | Devon Kershaw                                                                  |
| 15.                                             | Moskwa                                      | Sprint s. dowolnym                          | 2 lutego 2012                               | –         | Teodor Peterson                                                                     | Anders Gløersen                                                                            | Devon Kershaw                                                                  |
| 16.                                             | Rybińsk                                     | 15 km s. dowolnym (start masowy)            | 4 lutego 2012                               | –         | Devon Kershaw                                                                       | Ilja Czernousow                                                                            | Tobias Angerer                                                                 |
| 17.                                             | Rybińsk                                     | 30 km bieg łączony                          | 5 lutego 2012                               | –         | Maksim Wylegżanin                                                                   | Ilja Czernousow                                                                            | Tobias Angerer                                                                 |
| 18.                                             | Nové Město na Moravě                        | 30 km s. klasycznym (start masowy)          | 11 lutego 2012                              | –         | Johan Olsson                                                                        | Dario Cologna                                                                              | Maksim Wylegżanin                                                              |
| 19.                                             | Nové Město na Moravě                        | Sztafeta 4×10 km                            | 12 lutego 2012                              | –         | Norwegia I Eldar Rønning · Niklas Dyrhaug · Martin Johnsrud Sundby · Petter Northug | Rosja I Dmitrij Japarow · Stanisław Wołżencew · Konstantin Gławatskich · Maksim Wylegżanin | Szwecja Daniel Richardsson · Johan Olsson · Anders Södergren · Marcus Hellner  |
| 20.                                             | Szklarska Poręba                            | Sprint s. dowolnym                          | 17 lutego 2012                              | szczegóły | Devon Kershaw                                                                       | Nikołaj Moriłow                                                                            | Ola Vigen Hattestad                                                            |
| 21.                                             | Szklarska Poręba                            | 15 km s. klasycznym                         | 18 lutego 2012                              | szczegóły | Johan Olsson                                                                        | Dario Cologna                                                                              | Aleksandr Legkow                                                               |
| 22.                                             | Lahti                                       | 30 km bieg łączony                          | 3 marca 2012                                | –         | Dario Cologna                                                                       | Martin Johnsrud Sundby                                                                     | Alex Harvey                                                                    |
| 23.                                             | Lahti                                       | Sprint s. klasycznym                        | 4 marca 2012                                | –         | Emil Jönsson                                                                        | Teodor Peterson                                                                            | Nikita Kriukow                                                                 |
| 24.                                             | Drammen                                     | Sprint s. klasycznym                        | 7 marca 2012                                | –         | Eirik Brandsdal                                                                     | Len Väljas                                                                                 | Pål Golberg                                                                    |
| 25.                                             | Oslo                                        | 50 km s. klasycznym (start masowy)          | 10 marca 2012                               | –         | Eldar Rønning                                                                       | Dario Cologna                                                                              | Martin Johnsrud Sundby                                                         |
| Finał Pucharu Świata (14–18 marca 2012)         |                                             |                                             |                                             |           |                                                                                     |                                                                                            |                                                                                |
|                                                 | Sztokholm                                   | Sprint s. klasycznym                        | 14 marca 2012                               | szczegóły | Eirik Brandsdal                                                                     | Teodor Peterson                                                                            | Len Väljas                                                                     |
|                                                 | Falun                                       | 3,3 km s. dowolnym (prolog)                 | 16 marca 2012                               | szczegóły | Alex Harvey                                                                         | Dario Cologna                                                                              | Devon Kershaw                                                                  |
|                                                 | Falun                                       | 15 km s. klasycznym (start masowy)          | 17 marca 2012                               | szczegóły | Dario Cologna                                                                       | Eldar Rønning                                                                              | Len Väljas                                                                     |
|                                                 | Falun                                       | 15 km s. dowolnym (bieg pościgowy)          | 18 marca 2012                               | szczegóły | Piotr Siedow                                                                        | Alex Harvey                                                                                | Roland Clara                                                                   |
| 26.                                             | Finał Pucharu Świata – klasyfikacja końcowa | Finał Pucharu Świata – klasyfikacja końcowa | Finał Pucharu Świata – klasyfikacja końcowa | szczegóły | Dario Cologna                                                                       | Devon Kershaw                                                                              | Niklas Dyrhaug                                                                 |
| Zakończenie Finału Pucharu Świata               |                                             |                                             |                                             |           |                                                                                     |                                                                                            |                                                                                |
| Zakończenie Sezonu 2011/2012                    |                                             |                                             |                                             |           |                                                                                     |                                                                                            |                                                                                |

## Klasyfikacje

### Kobiety
| Lp.  | Zawodniczka          | Punkty |
| ---- | -------------------- | ------ |
| 1.   | Marit Bjørgen        | 2689   |
| 2.   | Justyna Kowalczyk    | 2419   |
| 3.   | Therese Johaug       | 1787   |
| 4.   | Charlotte Kalla      | 1376   |
| 5.   | Kikkan Randall       | 1307   |
| 6.   | Marthe Kristoffersen | 1069   |
| 7.   | Krista Lähteenmäki   | 940    |
| 8.   | Aino-Kaisa Saarinen  | 852    |
| 9.   | Astrid Jacobsen      | 787    |
| 10.  | Heidi Weng           | 785    |
| ...  |                      |        |
| 103. | Agnieszka Szymańczak | 4      |
| 112. | Sylwia Jaśkowiec     | 2      |

| Lp. | Zawodniczka            | Punkty |
| --- | ---------------------- | ------ |
| 1.  | Marit Bjørgen          | 1448   |
| 2.  | Justyna Kowalczyk      | 1324   |
| 3.  | Therese Johaug         | 1231   |
| 4.  | Charlotte Kalla        | 804    |
| 5.  | Marthe Kristoffersen   | 699    |
| 6.  | Kikkan Randall         | 522    |
| 7.  | Krista Lähteenmäki     | 492    |
| 8.  | Aino-Kaisa Saarinen    | 488    |
| 9.  | Kristin Størmer Steira | 484    |
| 10. | Heidi Weng             | 429    |

| Lp. | Zawodniczka              | Punkty |
| --- | ------------------------ | ------ |
| 1.  | Kikkan Randall           | 658    |
| 2.  | Maiken Caspersen Falla   | 536    |
| 3.  | Marit Bjørgen            | 521    |
| 4.  | Justyna Kowalczyk        | 515    |
| 5.  | Natalja Matwiejewa       | 469    |
| 6.  | Ida Ingemarsdotter       | 416    |
| 7.  | Chandra Crawford         | 280    |
| 8.  | Ingvild Flugstad Østberg | 266    |
| 9.  | Anne Kyllönen            | 256    |
| 10. | Vesna Fabjan             | 252    |
| ... |                          |        |
| 73. | Agnieszka Szymańczak     | 4      |
| 78. | Sylwia Jaśkowiec         | 2      |

### Mężczyźni
| Lp. | Zawodnik          | Punkty |
| --- | ----------------- | ------ |
| 1.  | Dario Cologna     | 2216   |
| 2.  | Devon Kershaw     | 1466   |
| 3.  | Petter Northug    | 1199   |
| 4.  | Marcus Hellner    | 1058   |
| 5.  | Aleksandr Legkow  | 1000   |
| 6.  | Alex Harvey       | 974    |
| 7.  | Maksim Wylegżanin | 911    |
| 8.  | Maurice Manificat | 768    |
| 9.  | Ilja Czernousow   | 750    |
| 10. | Eldar Rønning     | 675    |

| Lp. | Zawodnik          | Punkty |
| --- | ----------------- | ------ |
| 1.  | Dario Cologna     | 1052   |
| 2.  | Devon Kershaw     | 781    |
| 3.  | Aleksandr Legkow  | 673    |
| 4.  | Maksim Wylegżanin | 657    |
| 5.  | Petter Northug    | 619    |
| 6.  | Ilja Czernousow   | 567    |
| 7.  | Alex Harvey       | 546    |
| 8.  | Marcus Hellner    | 536    |
| 9.  | Maurice Manificat | 508    |
| 10. | Johan Olsson      | 503    |

| Lp. | Zawodnik            | Punkty |
| --- | ------------------- | ------ |
| 1.  | Teodor Peterson     | 617    |
| 2.  | Nikołaj Moriłow     | 494    |
| 3.  | Eirik Brandsdal     | 483    |
| 4.  | Aleksiej Pietuchow  | 435    |
| 5.  | Ola Vigen Hattestad | 426    |
| 6.  | Dario Cologna       | 404    |
| 7.  | Devon Kershaw       | 303    |
| 8.  | Emil Jönsson        | 277    |
| 9.  | Pål Golberg         | 258    |
| 10. | Nikita Kriukow      | 257    |

### Puchar Narodów
| Lp. | Państwo           | Punkty |
| --- | ----------------- | ------ |
| 1.  | Norwegia          | 10668  |
| 2.  | Finlandia         | 4276   |
| 3.  | Szwecja           | 3403   |
| 4.  | Rosja             | 2813   |
| 5.  | Polska            | 2489   |
| 6.  | Stany Zjednoczone | 2211   |
| 7.  | Niemcy            | 1913   |
| 8.  | Francja           | 794    |
| 9.  | Słowenia          | 691    |
| 10. | Włochy            | 632    |

| Lp. | Państwo    | Punkty |
| --- | ---------- | ------ |
| 1.  | Rosja      | 6814   |
| 2.  | Norwegia   | 6034   |
| 3.  | Szwecja    | 3991   |
| 4.  | Kanada     | 2990   |
| 5.  | Szwajcaria | 2804   |
| 6.  | Niemcy     | 2133   |
| 7.  | Włochy     | 2066   |
| 8.  | Francja    | 1762   |
| 9.  | Finlandia  | 1314   |
| 10. | Czechy     | 1222   |
| ... |            |        |
| 18. | Polska     | 12     |

## Starty Polaków

### Kobiety
| Zawodniczka          | Sjusjoen 19.11 | Ruka 25.11 | Ruka 26.11 | Ruka 27.11 | Ruka Triple 25-27.11 | Düsseldorf 3.12 | Davos 10.12 | Davos 11.12 | Rogla 17.12 | Rogla 18.12 | Oberhof 29.12 | Oberhof 30.12 | Oberstdorf 31.12 | Oberstdorf 1.01 | Tobalch 3.01 | Tobalch 4.01 | Tobalch 5.01 | Val di Fiemme 7.01 | Val di Fiemme 8.01 | TdS | Mediolan 14.01 | Otepää 21.01 | Otepää 22.01 | Moskwa 2.02 | Rybińsk 4.02 | Rybińsk 5.02 | Nové Město 11.02 | Szklarska Poręba 17.02 | Szklarska Poręba 18.02 | Lahti 3.03 | Lahti 4.03 | Drammen 7.03 | Oslo 10.03 | Sztokholm 14.03 | Falun 16.03 | Falun 17.03 | Falun 18.03 | Finał PŚ 16-20.03 |
| Sylwia Jaśkowiec     | –              | 79         | 68         | 73         | 68                   | –               | 61          | –           | 52          | 49          | 52            | DNF           | –                | –               | –            | –            | –            | –                  | –                  | –   | –              | –            | –            | –           | –            | –            | 41               | 29                     | 46                     | –          | –          | –            | –          | –               | –           | –           | –           | –                 |
| Justyna Kowalczyk    | 10             | 13         | 5          | 9          | 5                    | –               | 5           | 8           | 1           | 24          | 1             | 1             | 1                | 2               | 2            | 3            | 2            | 1                  | 2                  | 1   | –              | 1            | 1            | 1           | 7            | 2            | 2                | 16                     | 1                      | 8          | 3          | 3            | 2          | 9               | 4           | 1           | 23          | 5                 |
| Paulina Maciuszek    | 50             | 84         | 70         | DNF        | 70                   | –               | 58          | –           | 49          | 58          | 69            | 67            | 64               | 64              | DS           | –            | –            | –                  | –                  | –   | –              | –            | –            | –           | –            | –            | DF               | –                      | –                      | –          | –          | –            | –          | –               | –           | –           | –           | –                 |
| Ewelina Marcisz      | 70             | 71         | 57         | 69         | 57                   | –               | –           | 67          | 51          | 57          | 57            | 64            | 69               | DF              | –            | –            | –            | –                  | –                  | –   | –              | –            | –            | –           | –            | –            | –                | –                      | –                      | –          | –          | –            | –          | –               | –           | –           | –           | –                 |
| Agnieszka Szymańczak | 64             | –          | –          | –          | –                    | 56              | –           | –           | –           | –           | –             | –             | –                | –               | –            | –            | –            | –                  | –                  | –   | –              | –            | –            | –           | –            | –            | 37               | 27                     | 47                     | –          | –          | –            | –          | –               | –           | –           | –           | –                 |
| Anna Staręga         | –              | –          | –          | –          | –                    | –               | –           | –           | –           | –           | –             | –             | –                | –               | –            | –            | –            | –                  | –                  | –   | –              | –            | –            | –           | –            | –            | –                | 57                     | 57                     | –          | –          | –            | –          | –               | –           | –           | –           | –                 |
| Natalia Grzebisz     | –              | –          | –          | –          | –                    | –               | –           | –           | –           | –           | –             | –             | –                | –               | –            | –            | –            | –                  | –                  | –   | –              | –            | –            | –           | –            | –            | –                | 58                     | 61                     | –          | –          | –            | –          | –               | –           | –           | –           | –                 |
| Emilia Romanowicz    | –              | –          | –          | –          | –                    | –               | –           | –           | –           | –           | –             | –             | –                | –               | –            | –            | –            | –                  | –                  | –   | –              | –            | –            | –           | –            | –            | –                | 60                     | 59                     | –          | –          | –            | –          | –               | –           | –           | –           | –                 |
| Magdalena Kozielska  | –              | –          | –          | –          | –                    | –               | –           | –           | –           | –           | –             | –             | –                | –               | –            | –            | –            | –                  | –                  | –   | –              | –            | –            | –           | –            | –            | –                | –                      | 58                     | –          | –          | –            | –          | –               | –           | –           | –           | –                 |

### Mężczyźni
| Zawodnik          | Sjusjoen 19.11 | Ruka 25.11 | Ruka 26.11 | Ruka 27.11 | Ruka Triple 25-27.11 | Düsseldorf 3.12 | Davos 10.12 | Davos 11.12 | Rogla 17.12 | Rogla 18.12 | Oberhof 29.12 | Oberhof 30.12 | Oberstdorf 31.12 | Oberstdorf 1.01 | Toblach 3.01 | Toblach 4.01 | Toblach 5.01 | Val di Fiemme 7.01 | Val di Fiemme 8.01 | TdS | Mediolan 14.01 | Otepää 21.01 | Otepää 22.01 | Moskwa 2.02 | Rybińsk 4.02 | Rybińsk 5.02 | Nové Město 11.02 | Szklarska Poręba 17.02 | Szklarska Poręba 18.02 | Lahti 3.03 | Lahti 4.03 | Drammen 7.03 | Oslo 11.03 | Sztokholm 14.03 | Falun 16.03 | Falun 17.03 | Falun 18.03 | Finał PŚ 16-20.03 |
| Sebastian Gazurek | –              | –          | –          | –          | –                    | 69              | –           | –           | –           | –           | –             | –             | –                | –               | –            | –            | –            | –                  | –                  | –   | –              | –            | –            | –           | –            | –            | –                | –                      | –                      | –          | –          | –            | –          | –               | –           | –           | –           | –                 |
| Maciej Kreczmer   | 72             | 70         | 79         | 61         | 79                   | –               | –           | 42          | 47          | 56          | 45            | 77            | 55               | DS              | –            | –            | –            | –                  | –                  | –   | –              | 45           | 33           | 50          | 48           | –            | 48               | 55                     | 58                     | –          | 38         | 58           | DF         | –               | –           | –           | –           | –                 |
| Mariusz Michałek  | 89             | 89         | 113        | –          | –                    | –               | 63          | –           | 61          | 76          | 95            | 92            | 85               | 83              | DS           | –            | –            | –                  | –                  | –   | –              | –            | –            | –           | –            | –            | DS               | –                      | –                      | –          | –          | –            | –          | –               | –           | –           | –           | –                 |
| Maciej Staręga    | –              | 68         | 104        | 94         | 104                  | 53              | –           | –           | 60          | 51          | 84            | 88            | 42               | 89              | –            | –            | –            | –                  | –                  | –   | –              | –            | –            | –           | –            | –            | –                | –                      | –                      | –          | –          | –            | –          | –               | –           | –           | –           | –                 |
| Michał Wróblewski | –              | –          | –          | –          | –                    | –               | –           | –           | –           | –           | –             | –             | –                | –               | –            | –            | –            | –                  | –                  | –   | –              | –            | –            | –           | –            | –            | –                | 66                     | –                      | –          | –          | –            | –          | –               | –           | –           | –           | –                 |
| Mateusz Ligocki   | –              | –          | –          | –          | –                    | –               | –           | –           | –           | –           | –             | –             | –                | –               | –            | –            | –            | –                  | –                  | –   | –              | –            | –            | –           | –            | –            | –                | 69                     | DNS                    | –          | –          | –            | –          | –               | –           | –           | –           | –                 |
| Marcin Rzeszotko  | –              | –          | –          | –          | –                    | –               | –           | –           | –           | –           | –             | –             | –                | –               | –            | –            | –            | –                  | –                  | –   | –              | –            | –            | –           | –            | –            | –                | –                      | 66                     | –          | –          | –            | –          | –               | –           | –           | –           | –                 |

Legenda: DS = nie wystartował, DF = nie ukończył, DQ = zdyskwalifikowany